# 結下みちる
結下 みちる（ゆいもと みちる、2月25日 - ）は、日本の女性声優。旧名は結本ミチル。東京都出身。

## 略歴
幼い頃は、人前に出ることが苦手で引っ込み思案な性格で何かを喋るようなことを全然していなかったという。授業中でも手を上げて発言するようなことはなく、母に怒られたりしていたという。その頃はテレビを見ることも制限されていたため、漫画をたくさん読んでいたという。大学卒業まえくらいに、友人に誘われて一緒に子供向けの芝居をすることになり、役に　なり切ることが楽しいということを知ったという。その経験と、生来の漫画好きの趣味が声優に興味を持った理由である。大学卒業後は一旦就職していたが、友人から「実践に即したレッスンが受けられる、新しい養成所ができるらしいよ」と聞いて、プロ・フィット声優養成所に入所。
2008年7月までプロ・フィットに所属していた。2011年8月15日付けで結本ミチルから改名した事を発表。

## 人物
趣味はイラスト、リコーダー。小学校の音楽の授業でリコーダーに触れたという。その時、可愛い音色に魅かれ、リコーダー部に所属し、様々なリコーダーを知って、ますます好きになったという。特技はシフォンケーキ作り。

## 出演
太字はメインキャラクター。

### テレビアニメ
2005年
- ふしぎ星の☆ふたご姫（ソーマ）
- SHUFFLE!（女子生徒、男の子）

2006年
- Fate/stay night（蒔寺楓）
- はぴねす!（渡良瀬準、ソプラノ）
- シュヴァリエ 〜Le Chevalier D'Eon〜（侍女）
- Gift 〜eternal rainbow〜（近衛たまみ）

2007年
- ななついろ★ドロップス（秋姫すもも）

2008年
- 恋姫†無双（2008年 - 2010年、大喬、小喬、陳宮）- 3シリーズ
- のらみみ2（バドミントンの子）

2009年
- 聖剣の刀鍛冶（パティ・ボルドウィン）

2010年
- 祝福のカンパネラ（ニナ・リンドベルイ）

2011年
- ましろ色シンフォニー（天羽結子）

2014年
- Fate/stay night [Unlimited Blade Works]（蒔寺楓）

2017年
- Fate/Grand Order × 氷室の天地 〜7人の最強偉人篇〜（蒔寺楓）

### OVA
- 円盤皇女ワるきゅーレ 星霊節の花嫁（2005年、女生徒、侍女）
- はぴねす! アニメ特別編「渡良瀬準の華麗なる一日」（2007年、渡良瀬準）※PS2ゲーム「はぴねす! でらっくす」初回限定版同梱特典
- 祝福のカンパネラOVA（2011年、ニナ・リンドベルイ）

### Webアニメ
- 衛宮さんちの今日のごはん（2018年、蒔寺楓）

### ゲーム
2004年
- 召しませ浪漫茶房（篠宮庚）

2006年
- Gift -prism-（近衛たまみ）
- BLOOD+ 〜ファイナルピース〜（伽門）
- 夜明け前より瑠璃色な-Brighter than dawning blue-（2006年 - 2009年、エステル・フリージア） - 2作品

2007年
- 許嫁（アリエル）
- きると 貴方と紡ぐ夢と恋のドレス（チヒロ）
- とびだせ!トラぶる花札道中記（蒔寺楓、きれいな蒔寺）
- ななついろ★ドロップス pure!!（秋姫すもも）
- はぴねす! でらっくす（渡良瀬準、ソプラノ）
- Fate/stay night [Realta Nua]（蒔寺楓、女子生徒A・C）

2008年
- あさき、ゆめみし（アヤ）
- 恋姫†夢想 〜ドキッ☆乙女だらけの三国志演義〜（大喬、小喬）

2009年
- GARNET CRADLE（2009年 - 2011年、白土椿 / The queen of snow） - 3作品

2010年
- 夜明け前より瑠璃色な PORTABLE（エステル・フリージア）
- 祝福のカンパネラ Portable（ニナ・リンドベルイ）

2011年
- ましろ色シンフォニー *mutsu-no-hana（天羽結子）

2012年
- Dies irae 〜Amantes amentes〜（綾瀬香純）

2014年
- 恋姫†演武（陳宮）
- Fate/hollow ataraxia（蒔寺楓）

### ドラマCD
2004年
- treasure

2005年
- 歓楽の都 第二巻〜譚詩曲の流れゆく〜（聴衆）

2007年
- アーネンエルベの一日（蒔寺楓）
- おとぎ銃士 赤ずきん ドラマ&サウンドトラック 第2章（女の子）
- はぴねす! オリジナルドラマCD「雪のバレンタインデー」（渡良瀬準、ソプラノ）

2010年
- ましろ色シンフォニー オリジナルドラマCD（天羽結子）

2013年
- 氷室の天地 Fate/school life 6・7・9・12巻特装版 特典ドラマCD（2013年 - 2019年、蒔寺楓） - 4作品

### ラジオ
- ななついろ★RADIO!（メディアワークス、超!放送局：2007年4月6日 - 2008年3月21日）

### CMナレーション
- 三和ファイナンス（店内用）

### 音楽CD
- はぴねす! Vocal Collection
- 夜明け前より瑠璃色な -Brighter than dawning blue-音楽集『Terra Passport』
- バジリスク挿入歌の台詞

### シリーズ一覧
1. ↑  「無印」（2009年）、『GARNET CRADLE Sugary Sparkle』（2010年）、『GARNET CRADLE Portable 〜鍵の姫巫女〜』（2011年）